# No. 15 Squadron RAF

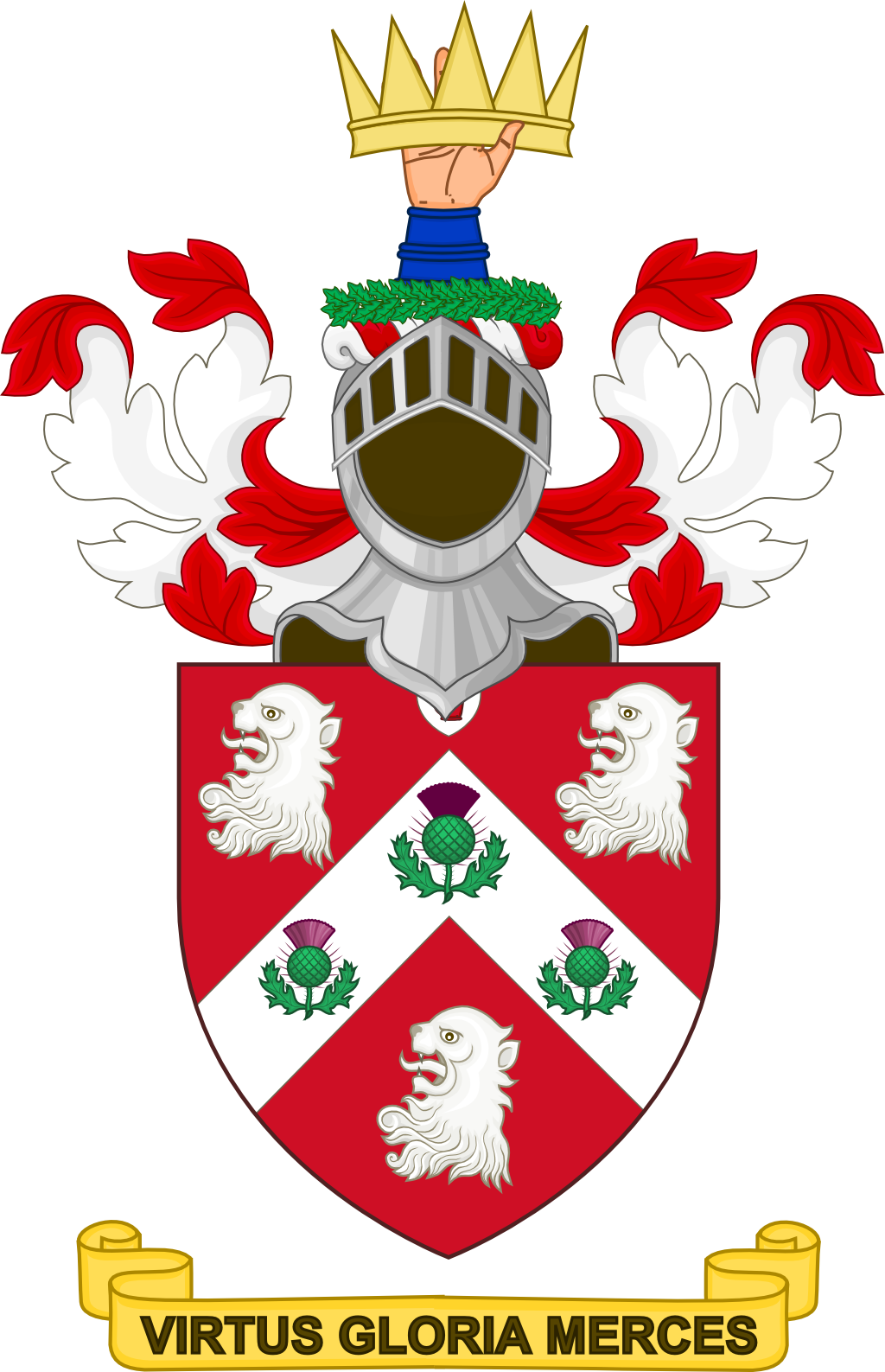
Stemma of MacRobert.

Il 15º Squadrone RAF è uno squadrone della Royal Air Force che gestisce il Tornado GR4 nella RAF Lossiemouth di Moray (Scozia).

## Storia
Lo Squadrone n. 15 fu formato per la prima volta nel campo aeronautico di Farnborough (Hampshire) il 1º marzo 1915 come unità di addestramento del Royal Flying Corps, comandata dal maggiore Philip Joubert de la Ferté. Era principalmente equipaggiato con i Royal Aircraft Factory B.E.2cs, integrati con alcuni Bristol Scout, e trasferito in Francia il 22 dicembre 1915, svolgendo un ruolo di ricognizione a sostegno dell'Esercito. Ha operato a sostegno del IV Corpo durante la Battaglia della Somme nell'estate del 1916, subendo pesanti perdite sia da fuoco di terra che dalla caccia tedesca. Fu lodato da Douglas Haig per il suo lavoro a sostegno della Quinta Armata sul fiume Ancre nel gennaio 1917.
Fu ancora pesantemente impegnato in azioni a sostegno della Battaglia di Arras (1917). Ri-equipaggiato con i Royal Aircraft Factory R.E.8 nel giugno del 1917, conservando il velivolo chiamato "Harry Tate" fino alla fine della prima guerra mondiale. Per il grande attacco ai carri armati nella Battaglia di Cambrai, lo Squadrone n. 15 fu appositamente incaricato di controllare il camuffamento delle truppe, le armi e le discariche assemblate prima dell'attacco.
Lo squadrone tornò nel Regno Unito nel febbraio del 1919 e fu sciolto a Fowlmere, a 7 km a nord-est da Royston (Hertfordshire), il 31 dicembre di quell'anno.
Uno degli ufficiali che iniziò la sua carriera nello squadrone durante questa era il futuro maresciallo dell'Aeronautica Sir Charles Steele.

## Velivoli
- Royal Aircraft Factory B.E.2c (1914)
- Royal Aircraft Factory R.E.8 (1916)
- Hawker Hart (1934)
- Hawker Hind (1936)
- Bristol Blenheim (1939)
- Short S.29 Stirling (1941)
- Avro 683 Lancaster (1945)
- Handley Page HP.80 Victor (1958)
- Blackburn Buccaneer (1970)
- Tornado GR1 (1983 - 2002)
- Tornado GR4 (2001 - oggi)